# جون جاكوب زينك
جون جاكوب زينك (بالإنجليزية: John Jacob Zink)‏ هو مهندس معماري أمريكي، ولد في 1886، وتوفي في 1952.